# Der Greifer (1930)
Der Greifer ist ein deutscher Kriminalfilm aus dem Jahr 1930, der unter der Regie von Richard Eichberg entstand. 

## Handlung
Sergeant Harry Cross von Scotland Yard ermittelt nach einem dreisten Raubüberfall in einer Londoner Villa, bei dem eine größere Dinnergesellschaft all ihres Schmucks und ihrer Wertgegenständen beraubt wurde. Ein Diener wurde dabei mit einem Wurfmesser erstochen. Sergeant Cross und Chefinspektor Warrington vermuten sofort Messer-Jack und seine Bande hinter dem Raubmord. Diese versetzen die Einwohner Londons seit geraumer Zeit durch ihre brutalen Taten in Angst und Schrecken.
Ein am Tatort aufgefundener Spielchip über 5 Pfund führt Cross in den Nachtclub Palermo. Er hat den Verdacht, dass der Spielchip aus einem im Hinterzimmer betriebenen Spielclub stammt. Er hört sich dort um und macht unliebsame Bekanntschaft mit Zahnstocher-Jeff und Whisky-Dick, die sich von ihm beim Spielen gestört fühlen. Als Cross im Hinausgehen der Runde den Rücken zukehrt, fliegt knapp an ihm vorbei ein Wurfmesser in den Türrahmen. Das Messer gleicht den von Messer-Jack benutzten Wurfmessern. Der Messerwerfer entkommt unerkannt über einen Balkon. Cross droht daraufhin dem Nachtclubbesitzer Snorry seinen „Laden hochgehen zu lassen“, wenn er nicht bis zum nächsten Abend den Messerwerfer benennen könne. Im Nachtclub macht Cross die Bekanntschaft mit der Sängerin Dolly Mooreland, die sowohl im Nachtclub als auch in einer beliebten Revue im Coliseum-Theater auftritt. Er glaubt in ihr eine Komplizin der Bande zu erkennen und versucht, ihr charmierend näherzukommen. Cross hat mit seiner Vermutung recht. Als sie später ihr Haus betritt, warten dort bereits Zahnstocher-Jeff und Whisky-Dick und besprechen das weitere Vorgehen gegenüber Cross.
Inspektor Sinclair, der nach drei Jahren Aufenthalt in Kanada wieder nach London zurückgekehrt ist, ermittelt auch in dem Fall. Er war am Abend zuvor unerkannt im Palermo, als Cross dort Dolly Mooreland traf. In Scotland Yard lernt er Alice, die Ehefrau von Cross, kennen, die ein wenig eifersüchtig auf die beruflichen Damenbekanntschaften ihres Mannes reagiert. Sie fragt Sinclair, ob sie einmal den Nachtclub besuchen könnte. Dieser antwortet: „Aber nur mit Begleitung!“ Cross vermutet mittlerweile, dass am Abend während der Revuevorstellung im Coliseum-Theater ein weiterer Raubüberfall der Bande um Messer-Jack stattfinden soll. Er geht unerkannt ins Theater und schaltet den Gesangspartner von Dolly aus, indem er ihn gefesselt in der Garderobe zurücklässt. In seinem Kostüm betritt er mit einem waghalsigen Sprung die Bühne. Nach einem kurzen Gesangsauftritt und einem weiteren Sprung in eine Loge, in der Jeff und Dick auf den Beginn des Überfalls warten, kann Cross die Tat vereiteln. Die Täter entkommen nach einer Jagd durch das Theater bis auf das Dach über die Dächer von London.
Im weiteren Verlauf des Abends treffen die Beteiligten im Nachtclub Palermo aufeinander. Inspektor Sinclair ist zusammen mit Alice Cross gekommen. Dolly Moorehead tanzt mit Josef Huber, der von Inspektor Sinclair als Spitzel ins Palermo eingeschleust wurde. Auch Jeff und Dick befinden sich unter den Gästen. In einem Nebenraum treffen sich Sinclair und Alice mit Josef Huber, der die Identität von Messer-Jack bei seinem Einsatz im Palermo herausgefunden hat. Bevor er ihnen den Namen preisgeben kann, wird er nach dem Genuss eines Whiskys bewusstlos. Sinclair und Alice halten ihn für tot und verlassen den Raum, dessen Tür Sinclair abschließt. Als kurz darauf Warrington eintrifft, ist die vermeintliche Leiche verschwunden. Die Angestellten des Palermos behaupten einhellig, Josef Huber habe, wenn auch schwer angetrunken, den Raum sowie den Nachtclub verlassen. Im weiteren Verlauf wird Dolly von Sinclair verhaftet.
Cross hält die Verhaftung für einen groben taktischen Fehler und bittet Warrington um vollkommen freie Hand, um den Fall abschließen zu können. Inzwischen wird bekannt, dass Josef Huber ertrunken aus der Themse geborgen wurde. Bei ihm konnten keine Zeichen einer Vergiftung gefunden werden. Dolly wird von Cross aus der Haft entlassen. Er folgt ihr, damit sie ihn zu Messer-Jack führt. Im geschlossenen Nachtclub Palermo angekommen, findet sie im Keller Jeff, Dick und Messer-Jack vor, dessen Identität dem Zuschauer jedoch zunächst verborgen bleibt. Messer-Jack vermutet, dass ihre Freilassung eine Falle und Cross ihnen bereits auf der Spur ist. Jeff und Dick verlassen daraufhin den Nachtclub. Kurze Zeit darauf erscheint Cross und erkennt, dass der Nachtclubbesitzer Snorry Messer-Jack ist. Es kommt zu einem erbitterten Kampf im Gastraum des leeren Palermo. Cross gelingt es Jack und Dolly niederzuringen. Die eintreffende Polizei um Chefinspektor Warrington kann beide verhaften.

## Hintergrund
Die Uraufführung fand am 10. September 1930 in Leipzig im Königspavillon statt. In Der Draufgänger von 1931 verkörpert Hans Albers erneut unter der Regie und Produktion von Richard Eichberg einen draufgängerischen und leidenschaftlichen Polizisten. Hans Albers spielte die Rolle des „Greifers“ ein weiteres Mal in dem Spielfilm Der Greifer von Eugen York von 1958.

## Kritik
Die Kritiker waren nach der Uraufführung begeistert. So schrieb die Lichtbild-Bühne:

„Eichberg liefert mit diesem Film von beispielhafter Akkuratesse und handwerklicher Sauberkeit. Man darf behaupten, dass ähnlich elegant und schmissig hingehauener Kriminal-Reißer bis heute einem europäischen Regisseur nicht gelungen war.“

Die Nachkriegskritik zeigte sich verhaltener.

„Mit zahlreichen Revue- und Schlagereinlagen gefüllter Kriminalfilm, zeitgleich produziert als die deutsche Version des englischen Krimis "Night Bird". Ganz zugeschnitten auf Hans Albers als forscher Erfolgstyp.“